# Grünberg (Ottendorf-Okrilla)

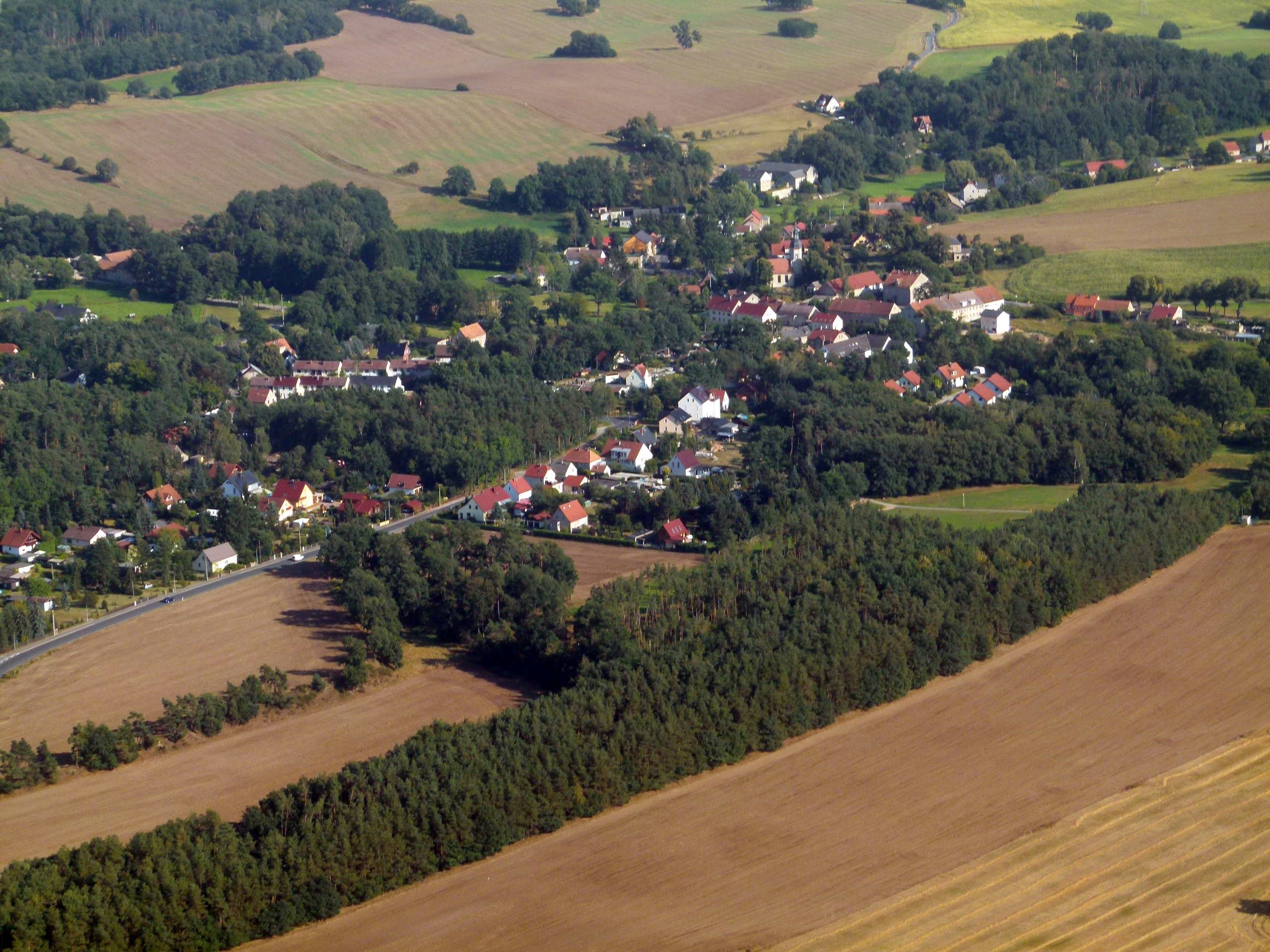
Blick auf Grünberg aus der Luft

Das Waldhufendorf Grünberg ist ein Ortsteil von Ottendorf-Okrilla im Landkreis Bautzen in Sachsen.

## Geografie
Grünberg liegt nordwestlich von Radeberg. Der Rote Graben mündet in der Ortsmitte in die Große Röder. Zum Ortsteil Grünberg gehört auch das benachbarte Diensdorf.

## Geschichte

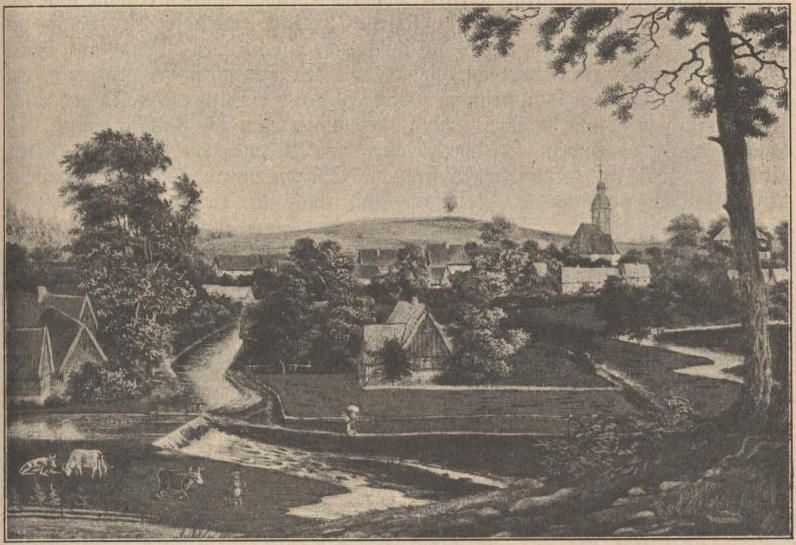
Grünberg 1832

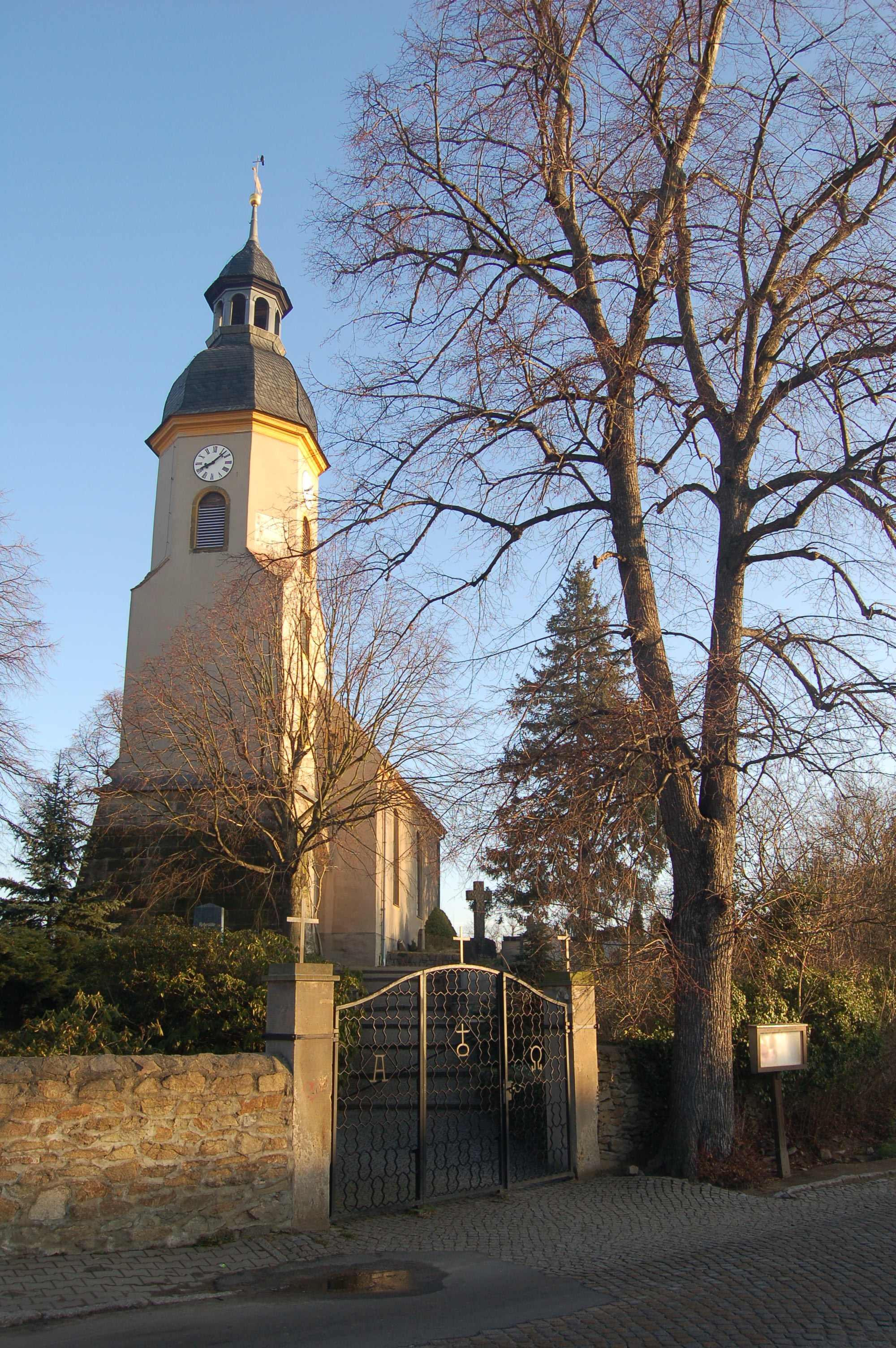
Kirche in Grünberg

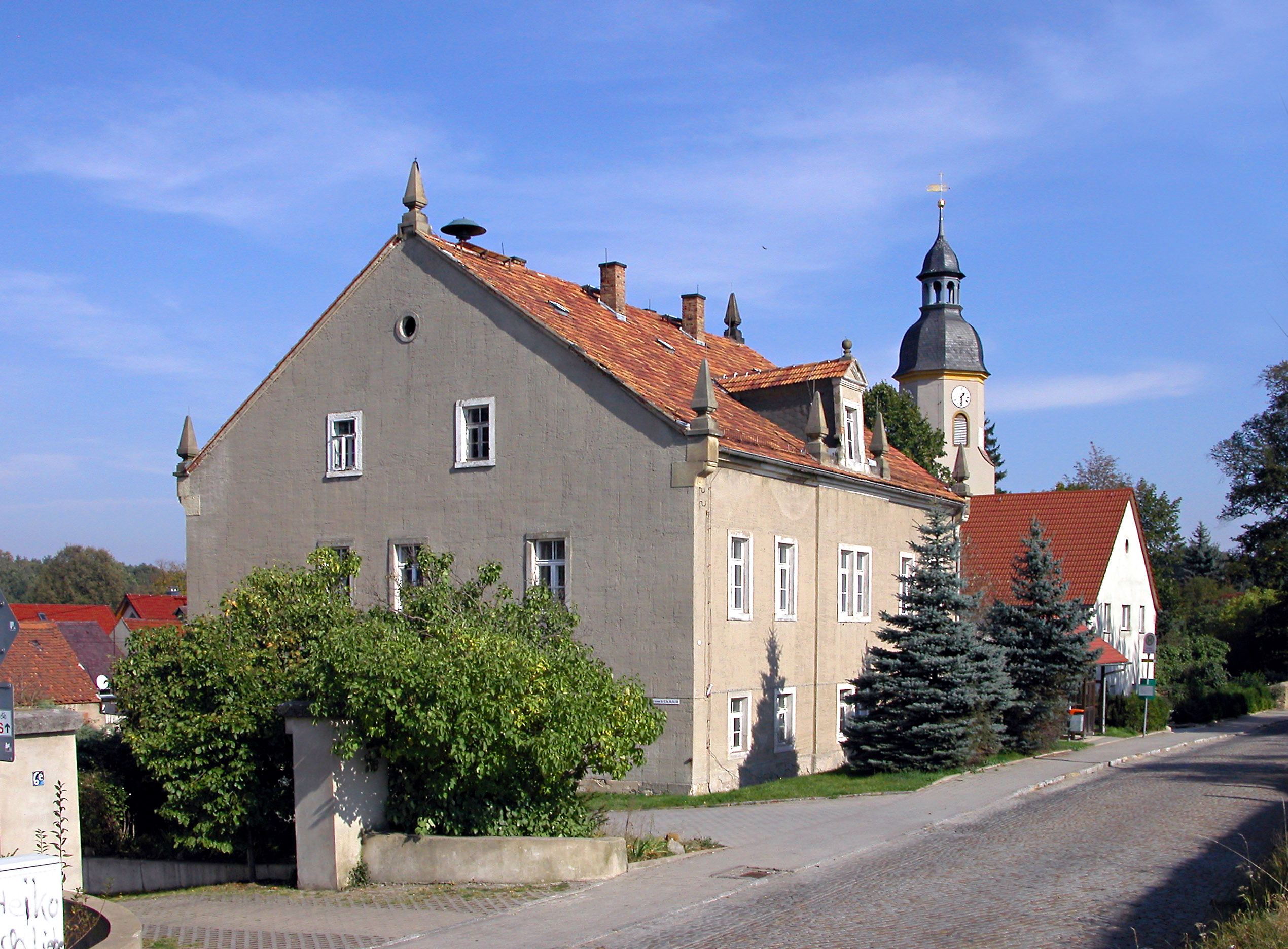
Ehem. Rittergut Grünberg, Herrenhaus 2005

Die frühesten Siedlungsfunde stammen aus der Jungbronzezeit und deuten darauf hin, dass Grünberg schon sehr früh ein Siedlungspunkt war.
Bereits 1346 wurde Grünberg in der Matrikel des Bistums Meißen erstmals erwähnt und gehörte 1378 zum castrum Dresden. Die Herren von Grunenberg, Grunberk gab es allerdings schon vor 1346.
Im 16. Jahrhundert wurde in Grünberg wiederholt versucht Bergbau zu betreiben. Im Jahr 1590 lag Grünberg im Bezirk des Amtes Dresden. Nachweislich wird 1696 ein altschriftsässiges Rittergut, d. h. ein Rittergut, welches nicht dem Gericht des Amtes Radeberg unterstand, sondern eigene Gerichtsbarkeit besaß, erstmals erwähnt. Die Herrschaft des Rittergutes übte Erb- und Obergerichtsbarkeit aus. 
Anfang des 17. Jahrhunderts war Grünberg im Besitz von Johann von Schönberg und im Jahr 1741 im Besitz von Graf Adam Friedrich von Flemming. Der Amtshauptmann, Burggraf und Graf zu Dohna war 1819 Herr auf Grünberg. 1804 errichtete dieser in dem Schloss eine Industrieschule. Darin wurden ca. 40 Kinder aus Grünberg und Umgebung unterrichtet. 1813 richtete seine Frau Friederike geb. Stolberg-Wernigerode mit Hilfe ihrer Schwester Luise zu Stolberg-Wernigerode ein Heim für Kriegswaisen ein.
1819 war das Gut im Besitz der Familie von Heynitz. Ab 1856 unterstand Grünberg dem Gerichtsamt Radeberg und ab 1875 der Amtshauptmannschaft Dresden. Am 1. Oktober 1864 vereinigten sich Grünberg links der Röder und Diensdorf rechts der Röder zum Ort Grünberg-Diensdorf. Diese Bezeichnung gab es bis Anfang des 20. Jahrhunderts.
1969 und 1970 fanden Untersuchungen statt, mit dem Ziel einen Stausee zu errichten. Nach den Plänen wären neben Grünberg auch ein großer Teil des  Seifersdorfer Tals und des Roten Grabens bis Langebrück im Wasser versunken. Die angetroffenen Bodenverhältnisse ließen eine wirtschaftliche Umsetzung jedoch nicht zu, so dass die Pläne aufgegeben wurden.
Seit dem 1. Januar 1994 ist Grünberg ein Ortsteil von Ottendorf-Okrilla. Im Jahr 1996 feierte Grünberg die 650-Jahr-Feier.
Neben Weinanbau auf den Fluren in Richtung Hermsdorf waren die Haupterwerbszweige Landwirtschaft und Leinenweberei.
1985 lebten 450 Einwohner in Grünberg und heute sind es etwa 600 Einwohner. Das Ortsbild wird von Einfamilienhäusern und Reihenhäusern geprägt.

## Persönlichkeiten
- August Nagel (1821–1903), Professor für Geodäsie, Direktor des Mathematisch-Physikalischen Salons im Dresdner Zwinger, Organisator und Verantwortlicher für die Königlich-Sächsische Triangulirung
- Johannes Immanuel Blüher (1837–1898), evangelischer Pfarrer, Schulrektor und Autor